# Alexandru Mățel
Alexandru Mățel (* 17. října 1989, Constanța, Rumunsko) je bývalý rumunský fotbalový obránce.

## Klubová kariéra
- ITC Constanța (mládež)
- FC Farul Constanța (mládež)
- FC Farul Constanța 2005–2010
- →  FC Delta Tulcea (hostování) 2007–2009
- FC Astra Giurgiu 2010–2015
- GNK Dinamo Záhřeb 2015–2019
- FC Hermannstadt 2019
- CS Universitatea Craiova 2019–2020
- FC Hermannstadt 2021
- Atletic United Ploiești 2022

## Reprezentační kariéra
Alexandru Mățel působil v rumunském reprezentačním výběru U21.
V A-mužstvu Rumunska debutoval 2. 9. 2011 v kvalifikačním zápase v Lucemburku proti reprezentaci Lucemburska, který Rumunsko vyhrálo 2:0.

Trenér rumunského národního týmu Anghel Iordănescu jej vzal na EURO 2016 ve Francii. Rumuni obsadili se ziskem jediného bodu poslední čtvrté místo v základní skupině A.